# 宇文顯和
宇文顯和（497年—554年），名显，字显和，以字行，上党郡武乡县（今山西省长治市武乡县）人，南北朝北魏及西魏將領。

## 生平
宇文显和是宇文泰的族兄，年少袭爵安吉县侯，个性矜持严肃，很是涉猎了经书和史书，体力过人，能拉数百斤的弓，骑在马上奔驰时左右开弓。元修还是宗室子弟时期，就对宇文显和很是器重礼遇。当时北魏灾祸很多，元修曾经向宇文显和询问计策。宇文显和陈述应该深居简出，等待时机再行动。元修对他的意见深加采纳。等到魏孝武帝即位，越级任命宇文显和为冠军将军、直阁将军、阁内都督，别封城阳县开国侯，食邑五百户。魏孝武帝以宇文显和是故交旧好，对他十分优厚。当时宇文显和的住宅狭小简陋，魏孝武帝就撤销殿省，赐给宇文显和作为住宅，宇文显和受到器重就是如此。
等到高欢专权，魏孝武帝经常心中不安。永熙三年（534年），魏孝武帝对宇文显和说：“天下动荡不安，该怎么办？”宇文显和回答说：“当今之计，不如择善而从。”宇文显和接着诵读诗歌说：“彼美人兮，西方之人兮。”魏孝武帝说：“这是我的心意。”于是确定了入关的决策。魏孝武帝以宇文显和的母亲年老，家眷众多，让他早做准备。宇文显和回答说：“今日之事，忠孝不可两全。如果臣处事不保密就会失去操守，怎么敢预先为私人打算。”魏孝武帝悲伤动情的说：“您就是我的王陵。”宇文显和升任朱衣直阁、阁内大都督，进封长广县公，食邑一千五百户。
永熙三年（534年），宇文显和跟随魏孝武帝入关，到达溱水，宇文泰素来听说宇文显和善于射箭但没见到过。众目睽睽之下，宇文泰有疑惑也不发问，只是说：“让他射河边的小鸟。”宇文显和随手就射中了小鸟。宇文泰高兴的说：“我知道您的实力了。”宇文泰当即任命宇文显和为帐内大都督、都督沧州诸军事、沧州刺史，增加食邑总计二千五百户。宇文显和不久出任使持节、卫将军、都督东夏州诸军事、东夏州刺史，因为患病而离职，官吏百姓十分怀念他。宇文显和很快进位车骑大将军、仪同三司、加散骑常侍。魏恭帝元年（554年）二月，宇文显和在同州去世，虚岁五十八。宇文泰親自拜祭，当时兵荒马乱，宇文显和仅仅以本官印绶葬于同州的北山。建德二年岁次癸巳二月丁酉朔廿五日辛酉（573年4月12日），迁葬于咸阳石安县的洪渎原。朝廷追赠使持节、骠骑大将军、开府仪同三司、小司空、丹延绥三州诸军事、延州刺史，谥号良公。

## 墓志和墓地
宇文显和的墓志由庾信撰写，收录于《文苑英华》和《庾子山集》中，该墓志于2005年，在咸阳北面的洪渎原出土。

## 家庭

### 祖父
- 宇文求男，北魏卫将军、冀州刺史[1]

### 父亲
- 宇文殿，北魏征南大将军、定州刺史[1]

### 夫人
- 高句丽高氏，北魏青州刺史高明孙女，太仆卿、兖定二州刺史高迁之女，北周柱国、犍为公、梁州江陵延州丹州四总管、廿五州刺史高琳姐姐[1]

### 子女
- 宇文神舉，北周使持节、柱国大将军、并潞肆石等四州十二镇诸军事、并州总管、东平郡公
- 宇文慶，隋朝上柱国、汝南刚公